# Кандида Римская
Кандида — мученица римская. День памяти — 29 августа. Мать Павлины Римской, также святой.
Святая Кандида умучена на Остийской дороге, Рим. Мощи святой Кандиды пребывают в храме святой Праксиды. Они были благословлены папой Римским святым Пасхалием I в IX веке. Она принадлежит группе мучеников, пострадавших на остийской дороге за римскими вратами.